# Thomas Vonier
Thomas Vonier (FAIA, RIBA) est un architecte américain et l’actuel président de l'Union internationale des architectes.

## Formation
Thomas Vonier a étudié à l'Université Washington de Saint-Louis et à l'Université du Wisconsin à Milwaukee, où il a obtenu une maîtrise en architecture.

## Parcours
Basée à Paris et à Washington DC, l’agence Thomas Vonier LLC a travaillé en particulier avec des clients publics et privés pour sécuriser des installations commerciales et institutionnelles, ainsi qu'avec des municipalités pour améliorer la sécurité urbaine. Des recherches novatrices pour les ambassades et les consulats des États-Unis menées par Vonier ont abouti à une nouvelle génération de critères de conception. Parallèlement, Thomas Vonier a été associé de recherche au Laboratoire d'architecture et de planification du Massachusetts Institute of Technology.
Après avoir été en 1994-1995 le président-fondateur de l'AIA Continental Europe, l'un des sept chapitres de l'American Institute of Architects (AIA), Thomas Vonier a été le premier président de la région internationale AIA et président du jury des membres honoraires de l'AIA. En 2010, il a été nommé au conseil d'administration de l'AIA 2010-2012, en tant que directeur international de l'AIA.
Thomas Vonier a été élu secrétaire général de l'Union internationale des architectes (UIA) pour la période 2014-2017. En 2017, il est devenu président de l’American Institute of Architects et, lors de l’Assemblée générale de l'UIA à Séoul du 7 au 10 septembre 2017, il a été élu président de l'UIA pour la période 2017-2020, succédant à l’architecte malaisien Esa Mohamed,.